# Египетската тайна на Наполеон
Египетската тайна на Наполеон (на английски: El Secreto Egipcio de Napoleón) е исторически роман на Хавиер Сиера, издаден през 2002 г. Разказва за Египетския поход на Наполеон Бонапарт.

## Сюжет
Внимание:  Текстът по-долу разкрива сюжета на произведението (или части от него)!
В началото на книгата Наполеон е представен в Царската камера на Хеопсовата пирамида, ужасен след откритието си, че празният фараонски саркофаг му е точно по мярка (похват „in medias res“). Цялата история се развива по ретроспекция.
Историята започва с двама коптски монаси, които се опитват да открият смисъла на новооткритото „тайно евангелие от Марко“. Оказва се, че то съдържа данни за престоя на Иисус Христос в Египет - тема, пренебрегвана от ортодоксалните евангелия. Тогава Спасителят е бил обучаван в древните египетски ритуали на безсмъртието (церемониите Сед), изпълнявани от египетските фараони. Пише също така, че ще има следващ човек, който трябва да мине през тези ритуали, а времето, в което трябва да се появи, изглежда съвсем скоро.
Танцьорката Надия бен Рашид е изпратена от своя род, потомци на древноегипетски сетисти, да наблюдава Омар бен Абиф - известен търговец на антики и същевременно могъщ магьосник, поклонник на Хор. Една нощ тя бяга от кръчмата, в която работи, и така нарушава мисията си. По пътя я пресреща чичо ѝ Али и я посвещава в ритуалите на рода ѝ. Обяснява ѝ, че тя трябва да се свърже с бъдещия избраник на съдбата – човекът, който ще мине през церемонията не безсмъртието.
Наполеон води успешна кампания в Египет и Палестина. Той обаче подозира, че някои от хората около него – преводачът му и някои от генералите му са членове на тайно общество, което крие от него тайна, отнасяща се до самия него. Един ден той получава тайна покана от мистериозни жреци да отиде в Назарет, където те да се срещнат. Жреците му обясняват, че той е избран да получи достъп до тайната на безсмъртието и ако иска, да я използва. Те му извършват няколко ритуални подготовки за церемонията, която трябва да се извърши точно на тридесетия му рожден ден (15 август 1799).
В деня преди церемонията Наполеон е посетен от Надия, която извършва сексуален акт с него за запазване на кръвната му линия, в случай че той откаже да използва тайната на безсмъртието. Пълководецът влиза ритуално в Царската камера на Великата пирамида и открива ужасен, че фараонският саркофаг му е точно по мярка. После две ка (души), обгърнати в зелена светлина, му обясняват всичко за ритуала и претеглят действията му на везната на Маат, след което е оставен да избира дали да отиде при мъртвите или да се върне при живите. Наполеон избира да се върне в живия свят. Оттогава мисленето му се променя и той става великият военачалник, като какъвто е известен.